# 알카토오스
알카토오스(그리스어:  Ἀλκάθοος)는 그리스 신화에 나오는 몇몇 인물들의 이름이다.
- 펠롭스의 아들
- 아이쉬에테스의 아들, 안키세스의의 딸 히포다메이아의 남편이다. 그는 아이네이아스의 큰 매형으로 아이네이아스를 양육했다.[1] 트로이아 전쟁에서 그는 트로이아 장수중 가장 잘 생기고 가장 용감했다.[2] 그는 크레타의 왕 이도메네우스에 의해 전사했는데 포세이돈이 알카토오스의 눈을 멀게하고 몸을 움직이지 못하게 하자 이도메네우스가 창을 심장에 찔러 죽였다.[3]
- 파르타온의 아들. 오이네우스와 형제지간이다. 그는 오이네우스의 아들 튀데우스에게 죽었다. 다른 전승에서는 그는 히포다미아에게 청혼했다가 그녀의 아버지 오이네마오스에게 죽었다고 한다.[4]
- 아이네이아스의 동료중에 하나로 투르네르의 전사인 카이디쿠스에 의해 죽었다.
- 테바이의 수호자중 한 사람. 암피아라오스에 의해 죽음.[5]
- 트로이아 전쟁에서 아킬레우스에 의해 죽은 트로이 병사 중 한 사람.[6]
- 아이네이스에 등장하는 한 인물의 이름도 알카토오스였다.[7]